# 카를로스 알바라도

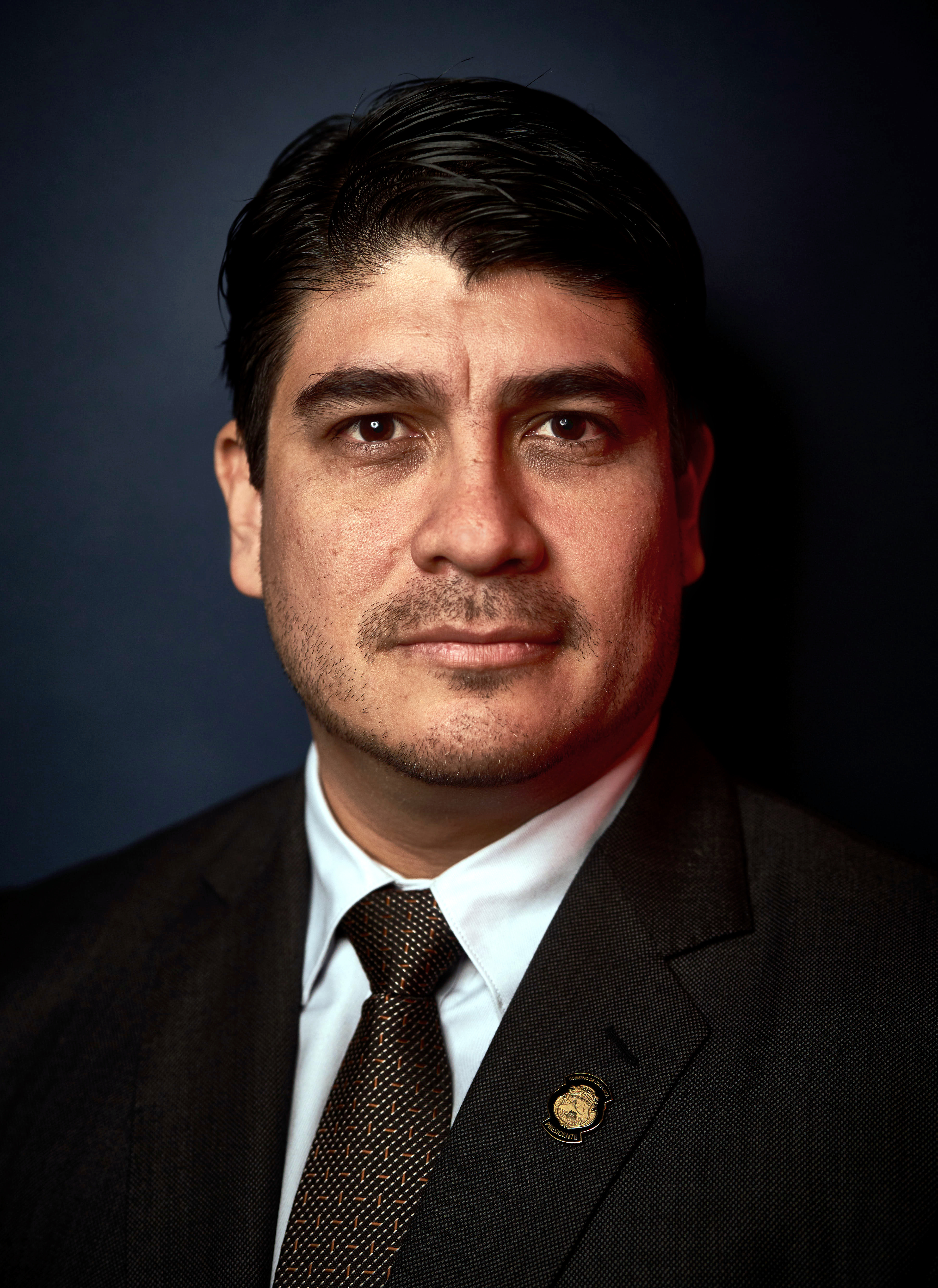
카를로스 알바라도

카를로스 안드레스 알바라도 케사다(스페인어: Carlos Andrés Alvarado Quesada, 1980년 1월 14일 ~ )는 코스타리카의 작가, 언론인, 정치학자이자 정치인으로,  코스타리카의 제48대 대통령이다. 일전에는 노동사회안전부 장관을 지냈다. 코스타리카 대학교에서 통신학을 전공했고 대학원 과정으로 정치학을 전공했다. 서식스 대학교에서 개발학(대학원)을 전공하기도 했다. 시민행동당(PAC) 소속으로, 2018년 대선에 출마해 파브리시오 알바라도를 누르고 대통령으로 당선되었다.